# HMS Anne (1654)
Bridgewater byla fregata třetí třídy typu Speaker postavená pro anglické námořnictvo v loděnicích v Deptfordu. Na vodu byla spuštěna v roce 1654. Po přestavbě v roce 1660 byla fregata Bridgewater přejmenována na HMS Anne. V roce 1673 byla zničena náhodným výbuchem.